# Bataille de Rankous
- Zones contrôlées par le régime syrien et ses alliés
- Zones contrôlées par les rebelles

Guerre civile syrienne
Batailles
La bataille de Rankous a lieu lors de la guerre civile syrienne.

## Prélude
Depuis novembre 2013, l'armée syrienne est engagée dans une offensive pour reprendre le contrôle de la région montagneuse de Qalamoun. Rankous, ville de 20 000 habitants avant le conflit, est tenue depuis deux années par les forces rebelles.

Le 16 mars, l'armée syrienne s'empare de la ville de Yabroud (50 000 habitants) qui sert alors de base arrière aux rebelles. Plus de 1 500 rebelles fuient alors vers la frontière libanaise et trouvent refuge dans les montages d'Ersal. D'autres rebelles se replient sur Talfita et Rankous, l'armée loyaliste sur leurs talons.

## Déroulement
Le 8 avril, les forces loyalistes s'emparent des collines aux abords de Rankous et avancent sur la ville. Les miliciens du Hezbollah sont en première ligne, appuyés par l'armée arabe syrienne qui effectue plusieurs bombardements. De leur côté, les rebelles prennent position dans les fermes située en périphérie de la ville. Après deux jours d'affrontements, la ville est reprise par les miliciens et les militaires loyalistes qui progressent le 9 dans les quartiers nord et patrouillent dans les champs alentour. Vaincus, les rebelles se replient sur Zabadani. 

## Les pertes
Selon le Qalamoun Media Center (anti-Assad), 10 combattants du Hezbollah sont tués lors de la bataille de Rankous. D'après l'Observatoire syrien des droits de l'homme (OSDH), au moins 29 rebelles sont tués en 48 heures dans le Qalamoun et dans la région arboricole de la Ghouta orientale.
Avec la prise de Rankous, l'armée syrienne prend le contrôle de près de 90 % de la frontière avec le Liban, affaiblissant ainsi la possibilité des rebelles d'acheminer des renforts en hommes et en armes depuis ce pays.